# Terry Goddard

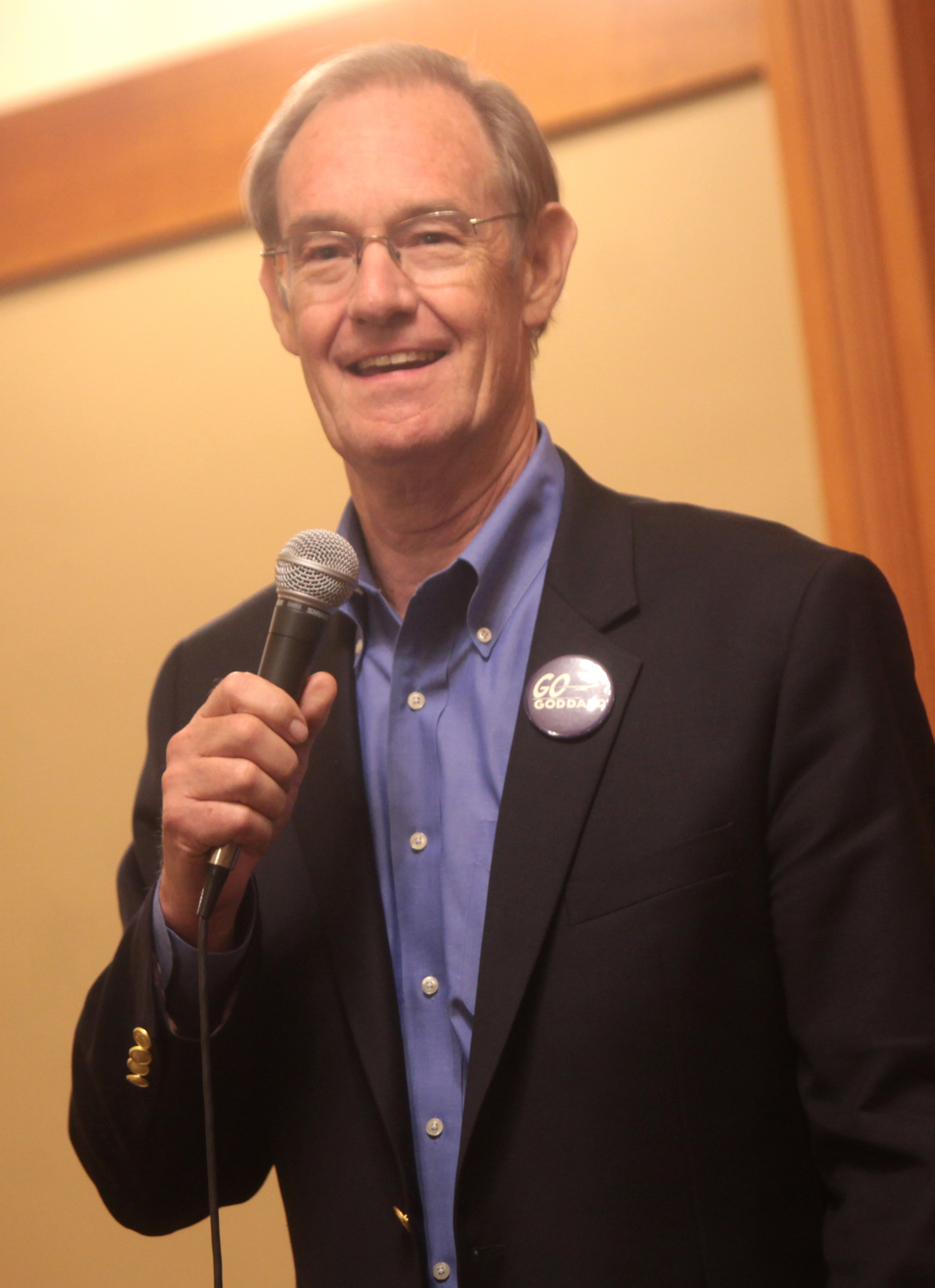
Terry Goddard

Samuel Pearson „Terry“ Goddard III. (* 29. Januar 1947 in Tucson, Arizona) ist ein US-amerikanischer Soldat, Jurist und Politiker (Demokratische Partei). Er war von 1984 bis 1990 Bürgermeister von Phoenix, arbeitete von 2001 bis 2003 im Central Arizona Water Conservation District und fungierte von 2003 bis 2011 als Attorney General von Arizona.

## Werdegang
Terry Goddard, Sohn von Julie E. „Judy“ Hatch und Samuel Pearson Goddard junior, wurde 1947 im Pima County geboren. Sein Vater war von 1965 bis 1967 Gouverneur von Arizona. Sein Urgroßvater Ozias M. Hatch war von 1857 bis 1865 Secretary of State von Illinois. Terry Goddard besuchte die Phillips Exeter Academy, eine Privatschule in Exeter (New Hampshire). Nach seinem Abschluss am Harvard College im Jahr 1969 diente er in der US-Navy. Nach seinem Ausscheiden aus dem Militär kehrte er nach Arizona zurück. In der Folgezeit studierte er Jura am Arizona State University College of Law, wo er 1976 graduierte. Danach arbeitete er im Büro des Attorney Generals von Arizona, wo er sich mit Wirtschaftskriminalität beschäftigte. Mit seiner Ehefrau Monica hat er einen Sohn.
Anfang der 1980er Jahre befürwortete Goddard eine traditionellere Stadtverwaltung in Phoenix. Er argumentierte, dass das bestehende Stadtratsystem zu viel Macht den Bauunternehmern gewährte und die Bedürfnisse der Minderheiten und Gegenden mit Niedrigeinkommen vernachlässigte. Goddard führte eine erfolgreiche Basiskampagne für die Wiedereinführung der Bezirkswahlen durch. Bis dahin erfolgte die Wahl in den Stadtrat durch die Mehrheitsentscheidung der Stadtbewohner insgesamt. Die Einführung von Bezirkswahlen erlaubte es, dass Vertreter von Minderheiten in Phoenix gewählt werden konnten und ermöglichte es ihnen so eine Stimme im Stadtrat zu haben. Bei den nächsten Stadtratswahlen wurden der erste Latino und der erste Afroamerikaner seit über einer Dekade in den Stadtrat gewählt. Die damals durchgeführte Öffnung der Stadtverwaltung von Phoenix dient heute als Model für viele andere Städte. Goddard wurde 1983 zum Bürgermeister gewählt und dreimal wiedergewählt. Er bekleidete diesen Posten bis zu seinem Rücktritt im Jahr 1990, um für den Posten des Gouverneurs von Arizona zu kandidieren.
Goddard gewann 1990 die demokratischen Vorwahlen für den Posten des Gouverneurs von Arizona, erlitt aber bei den folgenden Wahlen 1990 gegen den republikanischen Amtsinhaber Fife Symington eine Niederlage. 1997 trat Symington als Gouverneur zurück, nachdem er für eine zweite Amtszeit wiedergewählt wurde, da man ihn einer Straftat überführte. Goddard kandidierte 1994 erneut für die demokratische Nominierung für den Posten des Gouverneurs von Arizona, schied aber bereits in den Vorwahlen aus. Sieger war damals Eddie Basha junior.
Von 1995 bis 2002 war er als Arizona State Director für das Bauministerium der Vereinigten Staaten tätig. Während dieser Zeit wurde er im Jahr 2000 in den Central Arizona Water Conservation District gewählt, welches das Central Arizona Project überwacht. In einer überparteilichen Wahl, in welcher die besten fünf Kandidaten gewählt werden, errang Goddard den ersten Platz mit 403.568 Stimmen, was 19,74 % entsprach.
2002 beschloss Goddard in das Rennen für den Posten des Attorney General von Arizona einzutreten, da seine Parteikollegin Janet Napolitano für den Posten des Gouverneurs von Arizona kandidierte und der Posten des Attorney Generals dadurch frei wurde. Goddard wurde bei den Wahlen 2002 mit größeren Stimmenvorspruch zum Attorney General von Arizona gewählt, als Napolitano zu Gouverneurin von Arizona. Bei seiner Wiederwahlkandidatur im Jahr 2006 wurde Goddard mit 60 % der Stimmen wiedergewählt. Als Napolitano im Januar 2009 von ihrem Posten zurücktrat, um Ministerin für Innere Sicherheit im Kabinett von Präsident Barack Obama zu werden, folgte ihr die Secretary of State Jan Brewer ins Amt als Gouverneurin. Als Folge davon war Goddard zu dem damaligen Zeitpunkt der nächste Anwärter gewesen, Brewer als Gouverneur ins Amt zu folgen. Nach der Staatsverfassung von Arizona beerbt der Secretary of State von Arizona den Gouverneur zuerst, sofern der Posten vakant wird. Obwohl Ken Bennett zum neuen Secretary of State ernannt wurde, war Goddard rechtlich gesehen der nächste Anwärter gewesen, Brewer ins Amt zu folgen, da Bennett nicht in sein Amt gewählt wurde.
Während seiner Amtszeit als Attorney General setzte Goddard den Fokus auf Internetkriminalität, Verbraucherschutz, räuberische Kreditvergabe, Zwangsvollstreckungen und irreführende Werbung. Außerdem konzentrierte er sich auf die Reduzierung des Gebrauchs von Methamphetamin bei Jugendlichen und arbeitete mit dem Attorney General von Utah Mark Shurtleff an der Untersuchung und Verfolgung von mutmaßlichen Polygamisten und staatlichen Missständen in den angrenzenden Gemeinden Colorado City (Arizona) und Hildale (Utah). Dies führte zu der Verhaftung des Polygamieanführers und selbsternannten Propheten Warren Jeffs. Seine herausragendste Leistung während seiner Amtszeit als Attorney General war der historische Vergleich mit der Western Union zu treffen, wo es um telegrafische Geldüberweisungen in Beteiligung mit Menschenschmuggel ging. Eine seiner letzten Amtshandlungen als Attorney General war die Verhandlungen mit der Bank of America über ihre Zwangsvollstreckungspolitik zu beenden und sie im Namen der Verbraucher von Arizona zu verklagen. Dieses Vorgehen führte zu nationalen Aufsehen, da die Bank of America zu diesem Zeitpunkt noch in Verhandlungen mit 48 anderen Attorney Generals betreffend desselben Themas war. Nevada schloss sich Arizona in der Klage an. Tom Horne, sein republikanischer Nachfolger als Attorney General von Arizona, verkündete Ende Februar 2011, dass er die Klage aufrechterhalten wird.
Goddard kandidierte 2010 ein weiteres Mal für den Posten des Gouverneurs von Arizona, erlitt aber eine Niederlage gegenüber der republikanischen Amtsinhaberin Jan Brewer.
Nach seiner Amtszeit als Attorney General von Arizona praktizierte er in seiner eigenen Anwaltskanzlei Goddard Law Office, PLC.
2014 erklärte er seine erneute Kandidatur für den Posten des Gouverneurs von Arizona, trat aber stattdessen bei den Wahlen 2014 für den Posten des Secretary of State von Arizona an und verlor gegen die republikanische Staatssenatorin Michele Reagan.